# Nano Pourtier
Nano Pourtier (ur. 17 kwietnia 1954) – francuski narciarz, specjalista narciarstwa dowolnego. Nie startowa na żadnych mistrzostwach świata ani na igrzyskach olimpijskich. Najlepsze wyniki w Pucharze Świata osiągnął w sezonie 1980/1981, kiedy to zajął 15. miejsce w klasyfikacji generalnej, a w klasyfikacji jazdy po muldach był pierwszy. W sezonie 1981/1982 również wywalczył małą kryształową kulę w klasyfikacji jazdy po muldach.Po zakończeniu kariery w latach 1990 do 1995 był trenerem mistrza olimpijskiego i trzykrotnego mistrza świata w jeździe po muldach Edgara Grospirona.

## Puchar Świata

### Miejsca w klasyfikacji generalnej
- 1979/1980 – 26.
- 1980/1981 – 15.
- 1981/1982 – 20.

### Miejsca na podium
1. Poconos – 7 stycznia 1980 (Jazda po muldach) – 2. miejsce
2. Poconos – 8 stycznia 1980 (Jazda po muldach) – 2. miejsce
3. Oberjoch – 1 marca 1980 (Jazda po muldach) – 2. miejsce
4. Tignes – 22 stycznia 1981 (Jazda po muldach) – 2. miejsce
5. Laax – 3 lutego 1981 (Jazda po muldach) – 1. miejsce
6. Laax – 4 lutego 1981 (Jazda po muldach) – 3. miejsce
7. Oberjoch – 14 lutego 1981 (Jazda po muldach) – 1. miejsce
8. Mount Norquay – 18 marca 1981 (Jazda po muldach) – 3. miejsce
9. Mount Norquay – 18 marca 1981 (Jazda po muldach) – 1. miejsce
10. Mount Norquay – 19 marca 1981 (Jazda po muldach) – 1. miejsce
11. Snowqualmie – 2 stycznia 1982 (Jazda po muldach) – 1. miejsce
12. Whistler Blackcomb – 8 stycznia 1982 (Jazda po muldach) – 1. miejsce
13. Angel Fire – 23 stycznia 1982 (Jazda po muldach) – 1. miejsce
14. Sugarbush – 29 stycznia 1982 (Jazda po muldach) – 2. miejsce
15. Mont-Sainte-Anne – 4 lutego 1982 (Jazda po muldach) – 1. miejsce
16. Mont-Sainte-Anne – 5 lutego 1982 (Jazda po muldach) – 2. miejsce
17. Adelboden – 5 marca 1982 (Jazda po muldach) – 1. miejsce

- W sumie 9 zwycięstw, 6 drugich i 2 trzecie miejsca.